# Hyophila perconvoluta
Hyophila perconvoluta là một loài Rêu trong họ Pottiaceae. Loài này được (Müll. Hal.) Paris mô tả khoa học đầu tiên năm 1900.